# Punitive damages
Im anglo-amerikanischen Recht versteht man unter Punitive damages (auch Exemplary damages) einen Schadensersatz, der im Zivilprozess einem Kläger über den erlittenen tatsächlichen Schaden hinaus zuerkannt wird. In Deutschland hat sich dafür der Begriff Strafschadensersatz eingebürgert.
Der Zweck ist
1. den Beklagten für sein Verhalten zu bestrafen;
2. ihn davon abzuhalten, dieses rechtswidrige Verhalten zu wiederholen (Spezialprävention);
3. auch andere davon abzuhalten (Generalprävention).

Punitive damages werden grundsätzlich nur für außergewöhnlich grob schuldhaftes, vorsätzliches Verhalten zuerkannt, nicht dagegen bei bloßer Fahrlässigkeit.
Im deutschen und österreichischen Recht gibt es kein vergleichbares Rechtsinstitut.

## Beispiele
- Monsanto wurde von einem Geschworenengericht in San Francisco im August 2018 zu 39,2 Mio. USD Schadensersatz und 250 Mio. USD punitive damages verurteilt. Auslöser war eine Klage von Dewayne Johnson, der durch Glyphosat an Krebs erkrankt sein soll. Sein Fall wurde den insgesamt rund 5.200 weiteren Klagen vorgezogen, weil er sonst das Prozessende vermutlich nicht mehr erlebt hätte. Monsanto legte gegen die 289 Mio. USD Gesamtschadensersatz Berufung ein.[3]
- Im Stella-Liebeck-Prozess gegen McDonald’s bekam die Klägerin 160.000 US-Dollar Schmerzensgeld und 480.000 US-Dollar Strafschadensersatz zugesprochen (wobei letztlich ein nichtveröffentlichter Vergleich über die tatsächlich ausgezahlte Summe entschied), weil sie sich an zu heißem Kaffee verbrüht hatte, nachdem McDonald’s vorher Beschwerden über die Temperatur ignoriert hatte.
- Amerikanische Unternehmen wenden jährlich rund 70 Mrd. Dollar für Heilbehandlung und Schadensersatz nach Arbeitsunfällen wegen Verletzung einer Verkehrssicherungspflicht im Betrieb auf (Slip and fall).[4]